# ستيفاني الباز

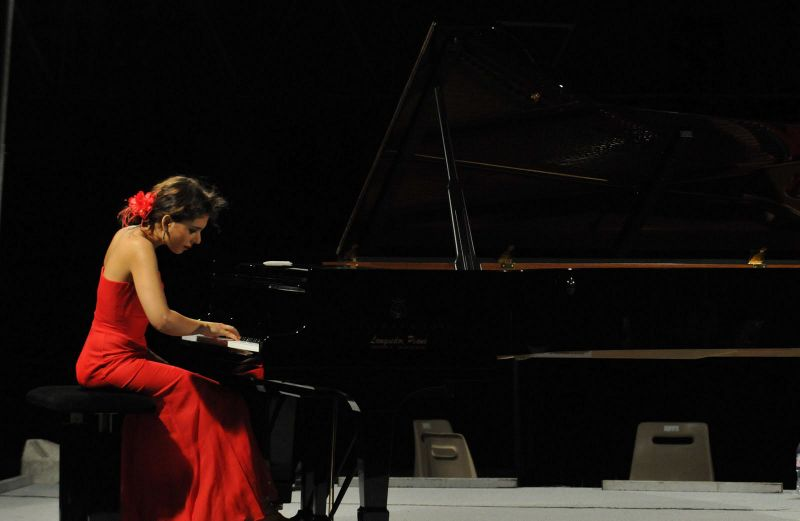
ستيفاني أثناء عزفها على البيانو

ستيفاني الباز عازفة بيانو موسيقية فرنسية، من أب مغربي وأم إيطالية، وصلت للمراتب الأولى ضمن المسابقات العالمية، عزفت في الموزارتيوم (en) في سالزبورغ بالنمسا، ومركز المؤتمرات دو دويلين (en) في مدينة روتردام الهولندية، وقاعة ألفريد كورتو بباريس، وقصر دوكالي في توسكاني الإيطالية، ومهرجان الصويرة بالمغرب.
حازت على الماستر بدرجات عليا في عزف البيانو من عدة معاهد موسيقى أوروبية، ودرست أيضا في ثلاث دورات احترافية في عدت معاهد فرنسية، حازت على مبداليتين ذهبيتين للعزف على البيانو، وشاركت أيضا في عدة فعاليات للماستر كلاس بمساعدة أساتذة معترف بهم.